# Albert Orr
Albert George Orr, född 1953 in Maleny, Queensland, är en australiensisk entomolog. Han studerade matematik and entomologi vid University of Queensland och avlade examen 1974. Han blev filosofie doktor vid Griffith University 1988 för sina studier av fjärilars parning. Han arbetade 1990–2000 vid Universiti Brunei Darussalam; från 2000 har han varit honorary research fellow vid Griffith University. Han har varit redaktör för The Australian Entomologist. Han mottog World Dragonfly Associations pris 2005.